# Belarda Blanca
Belarda Blanca es el nombre de una variedad cultivar de manzano (Malus domestica). Esta manzana es originaria de Galicia, está cultivada en la colección de árboles frutales y banco de germoplasma de Mabegondo con el Nº 358; ejemplares procedentes de esquejes localizados en Santa María de Magazos, parroquia del municipio de Vivero (Lugo).

## Sinónimos
- "Manzana Belarda Blanca",[4][5]
- "Maceira Belarda Blanca".

## Características
El manzano de la variedad 'Belarda Blanca' tiene un vigor medio. Tamaño grande y porte erguido.
Época de inicio de brotación a partir del 2 de mayo y de floración a partir del 9 de mayo.
Las hojas tienen una longitud del limbo de tamaño medio, con la máxima anchura del limbo es ancha. Longitud de las estípulas es media y la máxima anchura de las estípulas estrecha. Denticulación del borde del limbo es ondulado, con la forma del ápice del limbo acuminado y la forma de la base del limbo es cordiforme. Con subestípulas ausentes.
Sus flores tienen una longitud de los pétalos corta, con una anchura de los pétalos estrecha, disposición de los pétalos en contacto entre sí, con una longitud del pedúnculo corta.
La variedad de manzana 'Belarda Blanca' tiene un fruto de tamaño medio, de forma globoso-cónica, de color amarillo, sin chapa. Epidermis de textura suave, con pruina en su superficie y con presencia de cera débil. Sensibilidad al "russeting" (pardeamiento áspero superficial que presentan algunas variedades) muy poco sensible. Con lenticelas de tamaño grande.
Los sépalos están dispuestos de forma variable, y variable en su base; su fosa calicina es profunda y de una anchura media. Pedúnculo de grosor medio y de longitud largo, siendo la cavidad peduncular de una profundidad media y de anchura larga. Con pulpa de color blanca-amarilla, cuya firmeza es intermedia y su textura es intermedia; su jugosidad es jugosa, con sabor de acidez media, y aromática.
Época de maduración y recolección a partir del 15 de octubre. 'Belarda Blanca' es una manzana que su destino es la conservación de esta variedad en el banco de germoplasma de Mabegondo como reserva genética.

## Susceptibilidades
- Oidio: ataque débil
- Moteado: no presenta
- Raíces aéreas: ataque débil
- Momificado: no presenta
- Pulgón lanígero: ataque medio
- Pulgón verde: ataque débil
- Araña roja: no presenta
- Chancro del manzano: ataque débil.[3]